# Les Créatures
Les Créatures (Brasil: As Criaturas , em sueco:  Varelserna) é um filme de fantasia e drama de 1966 escrito e dirigido por Agnès Varda que conta a história de um casal que acaba de se mudar para uma nova cidade e sofre um acidente de carro. A esposa, Mylène Piccoli (Catherine Deneuve), perde a voz no acidente e se comunica por meio da escrita. O marido, Edgar Piccoli (Michel Piccoli), é um escritor de ficção científica trabalhando para produzir seu próximo livro.
Les Créatures foi uma seleção oficial do 27º Festival Internacional de Cinema de Veneza, embora tenha recebido críticas mistas. O filme falhou comercialmente.
Varda posteriormente reciclou o estoque restante do filme como base para seu Ma Cabane de l'Échec (Minha Cabana do Fracasso). Ma Cabane foi feito de película cinematográfica diretamente da cópia de distribuição e reorganizado para formar a estrutura de uma cabana.

## Elenco
- Catherine Deneuve como Mylène
- Michel Piccoli como Edgar Piccoli
- Eva Dahlbeck como Michele Quellec
- Marie-France Mignal como Vivane Quellec
- Britta Pettersson como Lucie de Montyon
- Ursula Kubler como Vamp
- Jeanne Allard como Henriete
- Joëlle Gozzi como Suzon
- Bernard La Jarrige como Doutor Desteau
- Lucien Bodard como Monsieur Ducasse
- Pierre Danny como Max Picot
- Louis Falavigna como Pierre Roland
- Nino Castelnuovo como Jean Modet[3]

## Produção
Segundo Varda, ela fez Les Créatures na tentativa de mostrar a natureza confusa da inspiração. Ela queria transmitir a maneira como a iluminação pode vir de todos os tipos de direções: as pessoas que se conhece, o ambiente e assim por diante. Todas essas fontes de estímulo se combinam para criar sua própria desordem, e é preciso reconhecer essa desordem antes que ela possa ser transformada em uma história. A desordem não vai se organizar sozinha.
O elenco de Les Créatures apresenta Catherine Deneuve e Michel Piccoli nos papéis principais. Foi dirigido por Varda e filmado em Noirmoutier entre 1 de setembro e 15 de outubro de 1965. Os cenários foram desenhados por Claude Pignot, com edição de Janine Verneau, música de Pierre Barbaud e mixagem de Jacques Maumont . Produzido pela Parc Films-Mag Bodard, Les Créatures foi distribuído pela Ciné-Tamaris. O filme é dedicado ao marido de Agnès, Jacques Demy.

## Recepção critica
Les Créatures recebeu críticas muito mistas em sua estreia. Michel Cournot, do Le Nouvel Observateur, chegou a chamar Les Créatures de "um monstro". Jean Narboni, da Cahiers du Cinéma, sentiu que Agnès Varda havia se jogado no vazio com o filme. Henry Chapier, do Combat, sentiu que Varda deveria receber um passe porque "que autor não tem o direito de errar pelo menos uma vez".
Outros críticos contemporâneos discordaram, com Pierre Mazars do Le Figaro Littéraire dizendo que Les Créatures é apresentado com rapidez, humor e felicidade, e que mostra ao público o nascimento de obras literárias através do sono e dos sonhos. Samuel Lachize, do L'Humanité, caminha na linha entre as duas escolas de pensamento, reconhecendo que Les Créatures não é o melhor filme de Varda e não pertence a nenhum gênero conhecido, mas ainda assim inspira o pensamento, pois é um "filme perturbador e curioso."
Embora os críticos contemporâneos tenham ficado um tanto perplexos com o filme, os críticos americanos receberam Les Créatures favoravelmente. Roger Ebert deu três estrelas em quatro, chamando-o de "estudo complexo e quase hipnótico da maneira como os fatos são transformados em ficção". Ele disse que o filme é uma comparação entre como moldamos nossas vidas e como um escritor elabora seu romance. "Nosso passado é factual, mas nosso futuro é flexível". Roger Greenspun, do The New York Times, elogiou Varda por seus esforços, mas fez a declaração: "embora cozinhando um ensopado com ingredientes pesados, ela produziu principalmente espuma e um pouco de vapor". Greenspun escreveu que odiou o filme na primeira exibição, mas agora percebe que o filme é tão bonito que seus defeitos devem ser perdoados por todos os pequenos favores. James Travers, do Filmsdefrance.com, elogia a capacidade de Les Créatures de se encaixar na Nouvelle Vague francesa, mantendo as conotações feministas, diferenciando-o do resto do movimento.

## Ma Cabane de l'Échec
Agnès Varda reciclou seu filme fracassado em uma peça de instalação de sucesso, Ma Cabane de l'Échec, ou Minha Cabana do Fracasso. Os barracos feitos de materiais reciclados na ilha de Noirmoutier, onde Les Créatures foi filmado, inspiraram o barraco de Varda. Para Varda, trata-se de uma "cabana de filme reciclado". A cabana foi posteriormente renomeada para La Cabane du Cinéma, ou A Cabana do Cinema.
Esta cabana foi uma reinterpretação do cinema e um esforço para reviver Les Créatures e solidificar sua existência. Ma Cabane também levantou questões sobre a percepção do filme em uma forma plástica versus uma forma projetada. Varda afirma que o cinema é "a luz vinda de algum lugar captada por imagens mais ou menos escuras ou coloridas". Para Varda, a própria cabana é cinema, e quando ela está no próprio barraco, “parece que [ela] vive no cinema”.
O crítico de arte Luc Vancheri concorda e continua, questionando como uma série de segmentos de um rolo de filme em forma de cabana consegue manter o próprio filme e o cinema projetado ao mesmo tempo. Ele argumenta que, como a luz está passando pelo celulóide físico da película do filme, o filme ainda está sendo projetado e revelando suas imagens ocultas. O espectador do barraco tem a opção de examinar as próprias imagens, ou a luz que está sendo refratada e filtrada pelo celulóide.